# Heiner Fleischmann
Heiner Fleischmann (Amberg, 2 februari 1914 - München 25 december 1963) was een Duits motorcoureur. Zij grootste successen boekte hij in de laatste jaren voor de Tweede Wereldoorlog.
Heiner Fleischmann leerde het vak van monteur en werd door zijn oudere broer Toni bij de wegracesport betrokken. Toni was toen al een redelijk bekend coureur die bij de Triumph Werke Nürnberg werkte. Toen Heiner zijn studie had afgerond werd hij door Toni naar Triumph gehaald. 

## NSU
Een jaar later kreeg Toni een aanbieding van NSU, waar hij Heiner mee naartoe nam. Heiner maakte zijn eerste kilometers op de inrijbaan van NSU. Hij won een gouden medaille bij de 2.000 km lange "Deutschlandfahrt". Toni raakte onder de indruk van zijn snelheid en ze besloten samen een 350cc-racemotor voor Heiner te prepareren. Met die machine reed hij zijn eerste wedstrijd in de beginnersklasse van de Hamburger Stadtparkrennen in 1935. Hij won die wedstrijd met een ruime voorsprong. Directeur Fritz von Falkenhayn bood hem daarop voor het seizoen 1936 een contract als fabriekscoureur aan. In 1936 won Fleischmann het Duits kampioenschap in de 350cc-klasse en ook in de 500cc-klasse haalde hij goede resultaten. In 1937 herhaalde hij zijn Duitse titel in de 350cc-klasse, maar van tien Duitse nationale 350cc wedstrijden won hij er acht en ook nog twee in de 500cc-klasse. Daardoor was hij de meest succesvolle Duitse coureur van dat jaar. In 1938 begon NSU te experimenteren met een 350cc compressorracer, die nog erg onder kinderziekten leed, waardoor Fleischmann slechts tweede in het Duitse kampioenschap werd, achter Walfried Winkler met een DKW UL 350.

## DKW
Fleischmann was onder de indruk van de snelheid en de betrouwbaarheid van de DKW en in 1939 stapte hij over naar dat merk. Het zou zijn meest succesvolle jaar worden. Hij richtte zich vooral op het Europees kampioenschap wegrace. Hij won de Grand Prix van Frankrijk en de Grand Prix van Zweden en werd derde in de TT van Assen, de Grand Prix van Europa en de Junior TT en stond in punten gelijk aan Velocette-rijder Ted Mellors toen men naar de Ulster Grand Prix reisde. Fleischmann werd tweede achter Stanley Woods (Velocette), maar omdat Mellors in de laatste ronde uitviel werd hij toch Europees kampioen. Hij werd intussen ook nog kampioen van Duitsland.
Door het uitbreken van de Tweede Wereldoorlog kwam er voorlopig een einde aan de carrière van Heiner Fleischmann. Na de oorlog viel er lang niet aan racen te denken, en toen dat wel weer gebeurde konden de Duitse coureurs voorlopig niet deelnemen aan internationale evenementen, omdat ze door de Fédération Internationale des Clubs Motocyclistes (FICM) uitgesloten waren van deelname. Bovendien waren compressoren in internationale wedstrijden verboden. In Duitsland kon men volgens eigen reglementen rijden, maar alleen nationale wedstrijden. Zo traden Georg "Schorsch" Meier, Ewald Kluge, Ludwig "Wiggerl" Kraus, Kurt Mansfeld, Siegfried "Sissy" Wünsche, Herman "HP" Müller en Heiner Fleischmann tegen elkaar aan met compressormotorfietsen die vaak waren opgebouwd uit onderdelen die de oorlog overleefd hadden. In 1950 wist Fleischmann opnieuw 350cc Duits kampioen te worden, maar nu weer met een NSU omdat de DKW-fabriek in de Sovjet-bezettingszone lag. Ondanks de polititieke verschillen was dit nog een gezamenlijke Oost- en West-Duits kampioenschap. In de 500cc-klasse werd Fleischmann tweede achter Schorsch Meier met een BMW RS 500. Daarna ging NSU zich richten op het wereldkampioenschap wegrace. Daarvoor moesten zuigergestuurde racers ontwikkeld worden, maar in de 350- en 500cc-klassen waren die niet snel genoeg. NSU richtte zich daarop op de lichtere klassen, maar Heiner Fleischmann beëindigde zijn carrière.
Hij overleed op eerste kerstdag 1963, een maand voor zijn 50e verjaardag.